# Gamest
GAMEST (ゲーメスト gēmesuto?)  era una revista de videojuegos arcade japonesa publicada por Shinseisha Ltd. desde 1986 hasta 1999. Su circulación logró llegar hasta 30 millones de copias.[cita requerida] Se descontinuó junto con la bancarrota de su editorial. Fue sucedida por la revista de videojuegos arcade Gekkan Arcadia (月刊アルカディア gekkan arukadia?) de Enterbrain.

## Historia
Gamest surgió del fanzine bimensual VG2 kaihō (ＶＧ２ 会報?), editado por Uemura Bankita (植村伴北 Uemura Tomokita?).
En la cubierta de su primera edición se leía "Game book Gamest - revista de alta puntuación para fans de juegos" (ゲ一メス卜 Gamest ゲームファンのためのハイスコアマガジン Gēmesu boku Gamest Gēmufan no tame no haisukoamagajin?). Inicialmente ofrecía coberturas acerca de videojuegos arcade con un mayor énfasis sobre los videojuegos matamarcianos bidimensionales
A partir de su número,  apareció de manera mensual y a partir de su número 116 (1994) la revista fue publicada dos veces al mes.
A mitad de la década 1990, la revista presentó coberturas principalmente del entonces floreciente género de videojuegos beat 'em up.
En el año 1999, la revista fue descontinuada sin un número final debido a la bancarrota repentina de la editorial Shinseisha.
Después, gran parte del personal de Gamest se transfirió al editor ASCII (actualmente Enterbrain) que estrenó la revista de videojuegos arcade Gekkan Arcadia (月刊アルカディア gekkan arukadia?) .

## Tabla de contenidos
Gamest estaba sub-dividida en las secciones siguientes:
- New Game初弾 (New Game Hatsutama?)
- Informe
- Manga